# Erythrodiplax kimminsi
Erythrodiplax kimminsi – gatunek ważki z rodziny ważkowatych (Libellulidae). Występuje na terenie Ameryki Południowej.